# オーストリア関係記事の一覧
オーストリア関係記事の一覧（オーストリアかんけいきじのいちらん）

## あ行
- ニコラウス・アーノンクール
- アスペルガー症候群
- アルムドゥードゥラー
- イヴァン・イリイチ
- クルト・ヴァルトハイム
- ウィーン
- ウィーン会議
- ウィーン体制
- ウィンナ・コーヒー
- ウィーン・フィルハーモニー管弦楽団
- フーゴー・ヴォルフ
- エッツタール
- オットー・エーデルマン
- 黄金の小屋根
- 欧州連合
- オーストリア
- オーストリア海外奉仕
- オーストリア君主一覧
- オーストリア人
- オーストリア人の一覧
- オーストリアの国歌→山岳の国、大河の国
- オーストリアの国旗
- オーストリアの国章
- オーストリアの州
- オーストリア料理
- オーストリアの世界遺産
- オーストリアのユーロ硬貨
- オーストリアの歴史
- オーバーグルグル

## か行
- ヘルベルト・フォン・カラヤン
- きよしこの夜
- クセニッツ
- ブルーノ・クライスキー
- エーリヒ・クライバー
- グスタフ・クリムト
- トーマス・クレスティル(政治家・大統領)
- 国際原子力機関

## さ行
- ザルツブルク
- ザルツブルク大司教
- 山岳の国、大河の国 （オーストリアの国歌）
- アルノルト・シェーンベルク
- シェーンブルン宮殿
- クルト・フォン・シュシュニク
- ルドルフ・シュタイナー
- アーダルベルト・シュティフター
- フランツ・シューベルト
- エルヴィン・シュレーディンガー
- アーノルド・シュワルツェネッガー
- ゼルデン

## た行
- 中欧イニシアティブ Zentraleuropäische Initiative; Central European Initiative; Det Centraleuropæiske Initiativ
- アントニオ・ディアベリ
- ドナウ川
- エンゲルベルト・ドルフス

## な行
- 西ヨーロッパ

## は行
- フランツ・ヨセフ・ハイドン
- ヨハン・ミヒャエル・ハイドン
- ハプスブルク家
- アドルフ・ヒトラー
- フッキング (オーストリア)
- エドムント・フッサール
- ヴィリー・プフナー
- フーベン (チロル州)
- アントン・ブルックナー
- ジークムント・フロイト
- フリーデンスライヒ・フンダートヴァッサー
- カール・ベーム
- アルバン・ベルク
- カール・ポパー

## ま行
- マリア・テレジア
- マリー・アントワネット
- ホルティ・ミクローシュ
- グレゴール・ヨハン・メンデル
- ヴォルフガング・アマデウス・モーツァルト

## や・ら・わ行
- ヨーロッパ
- フリッツ・ラング
- レンゲンフェルト
- カール・レンナー